# 奉石柱
奉石柱（：／，？—1465年4月19日），本貫河陰奉氏，字君輔（군보），號墅觀（서관），是韓國朝鮮王朝前期的政治人和軍人。他在朝鮮世祖的反正有功者之一，官至兵曹判書，爵至江城君（강성군）。

## 其他
他在朝鮮王朝早期的擊毬之第一人者。

## 外部連結
-  奉石柱[永久]
-  奉石柱[永久]
-  奉石柱[]
-  奉石柱